# Diacantha duplicata
Diacantha duplicata is een keversoort uit de familie bladkevers (Chrysomelidae). De wetenschappelijke naam van de soort werd in 1871 gepubliceerd door Gerstaecker.